# Praça do Migrante
Praça do Migrante - Florêncio Galafassi é um logradouro público do município paranaense de Cascavel, no Brasil. Com 9 530 metros quadrados, tem como destaque o "Monumento ao Migrante" e as bandeiras de todas as unidades federativas brasileiras.
Está localilzada na confluência da Avenida Brasil e Avenida Tancredo Neves, no antigo traçado da rodovia BR-277, alterado posteriormente por um contorno, na região que abrigou os primeiros empreendimentos comerciais da cidade. 
Foi projetada e construída para homenagear os migrantes que formaram o município e sua base populacional, apontando suas regiões de origem.

## Nome e simbologia
O projeto da praça foi elaborado pela equipe paranaense de arquitetos, formada por Joel Ramalho, Leonardo Oba e Guilherme Zamoner, que venceu o concurso público. Sua construção e inauguração se deu em 1977.
Leva o nome do pioneiro Florêncio Galafassi, que nasceu no município gaúcho de Bento Gonçalves em 1898 e migrou para Cascavel em 1948 para administrar empresas madeireiras, base econômica do município na época. Faleceu em 1976, aos 78 anos.
Sua localização é simbólica, pois foi ali que o comércio local nasceu e prosperou.
Em 2004 passou por uma grande remodelação, a fim de ampliar as opções de lazer.

## Monumento principal
A principal característica da praça é o Monumento ao Migrante, constituído por um lago com chafariz, dentro do qual se encontra uma obra em estilo brutalista, formado por rampas de concreto que apontam para cinco regiões do Brasil. O tamanho de cada rampa representa a proporção e a origem dos migrantes que deram origem à cidade:
- A maior representa os migrantes da Região Sul;
- A segunda maior representa os migrantes da Região Nordeste;
- A terceira maior representa os migrantes da Região Centro-Oeste;
- A segunda menor representa os migrantes da Região Sudeste;
- A menor representa os migrantes da Região Norte.

Há mastros com as bandeiras do Brasil e de Cascavel, além de 26 mastros com as bandeiras de todos os estados brasileiros. 

## Galeria de fotos

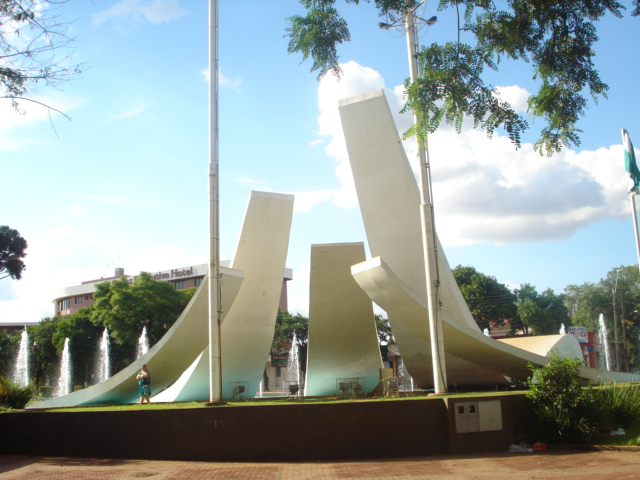
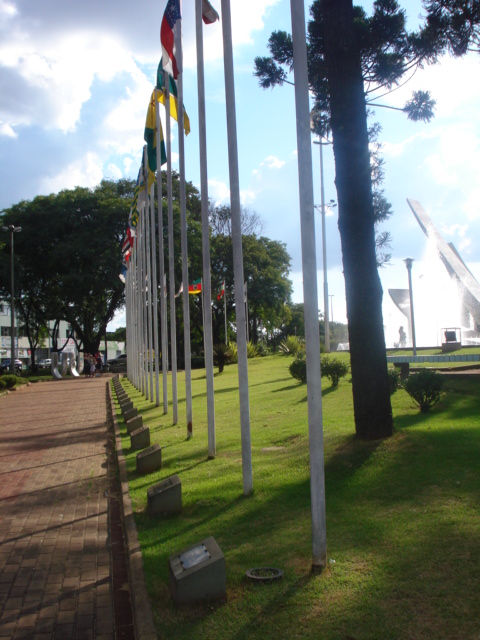
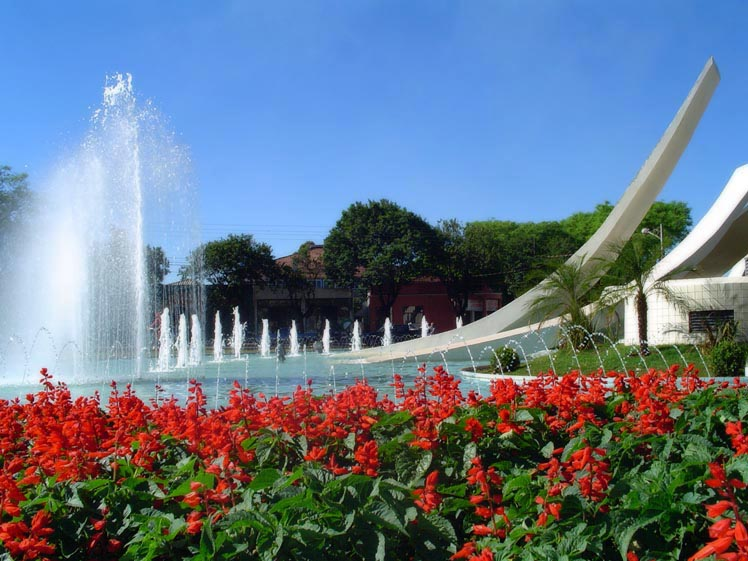
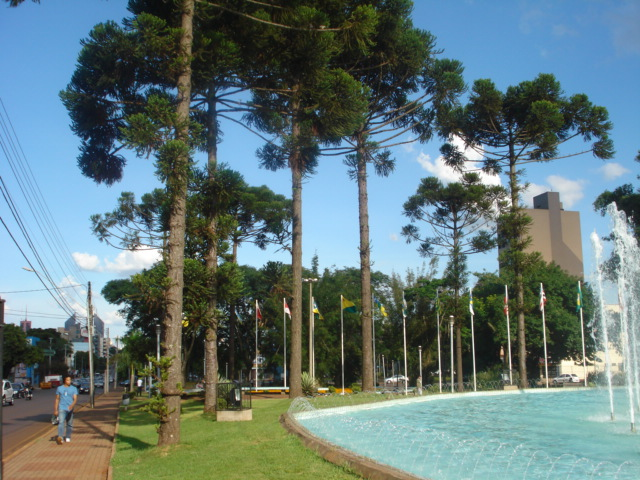
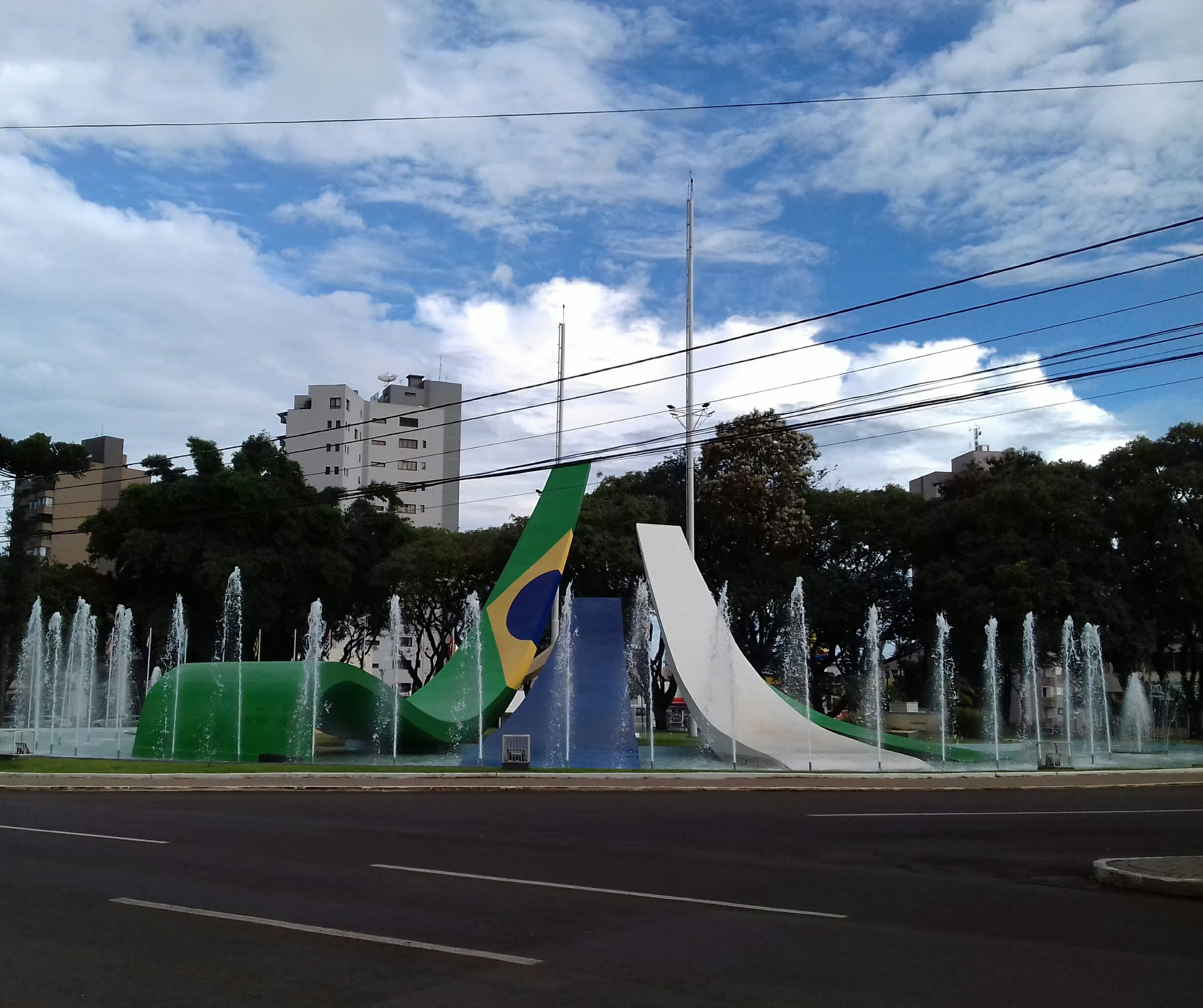
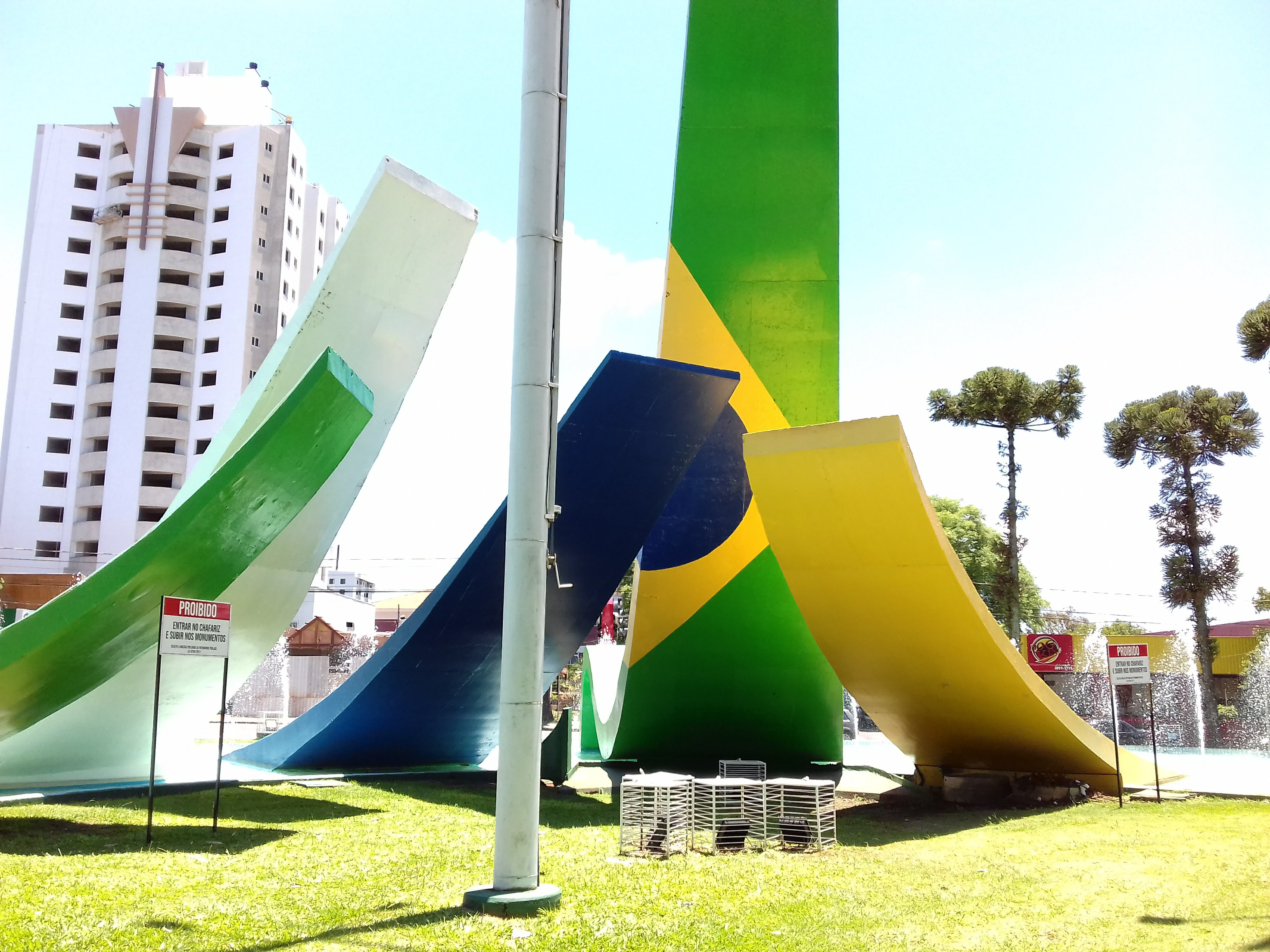
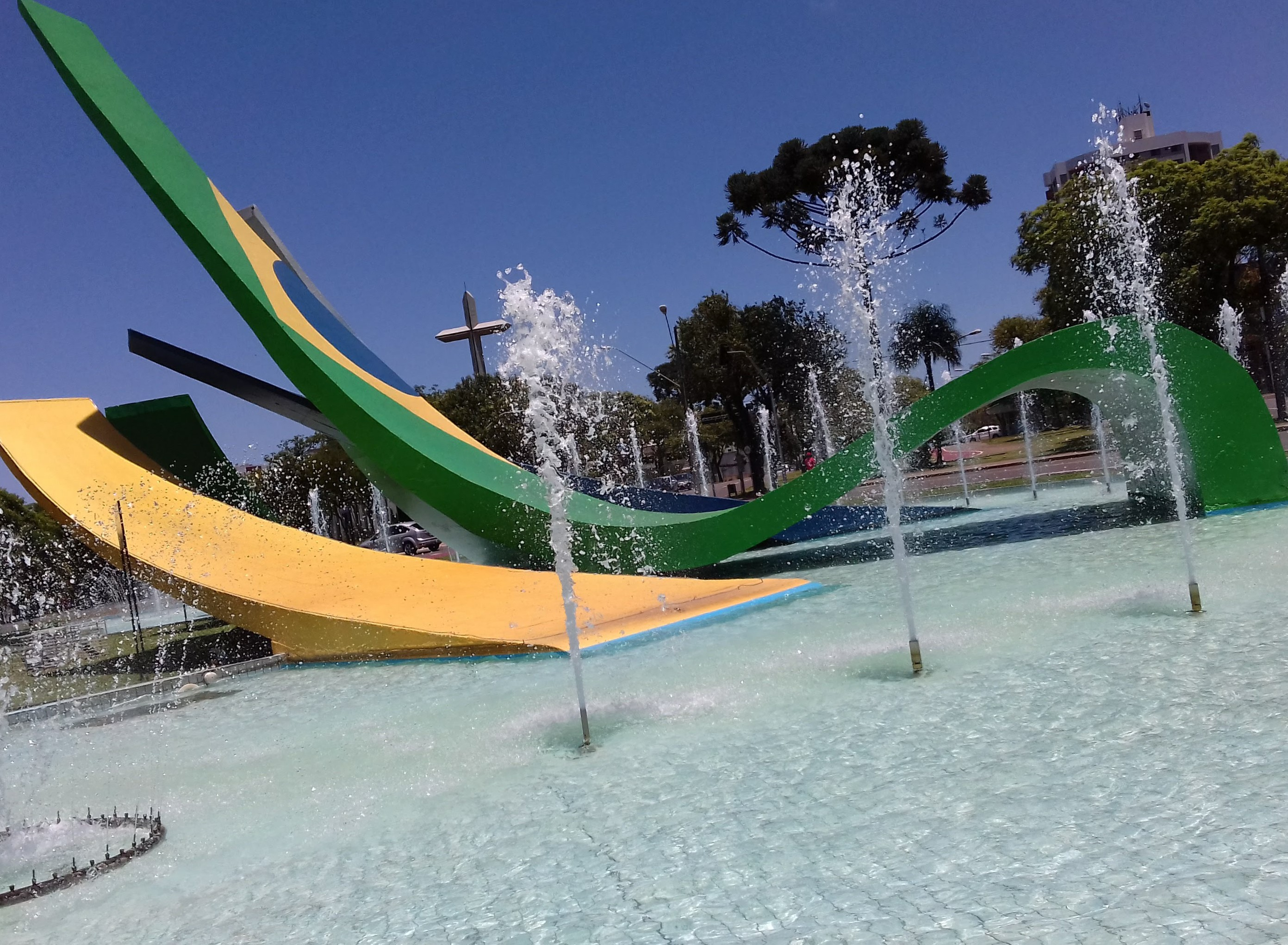
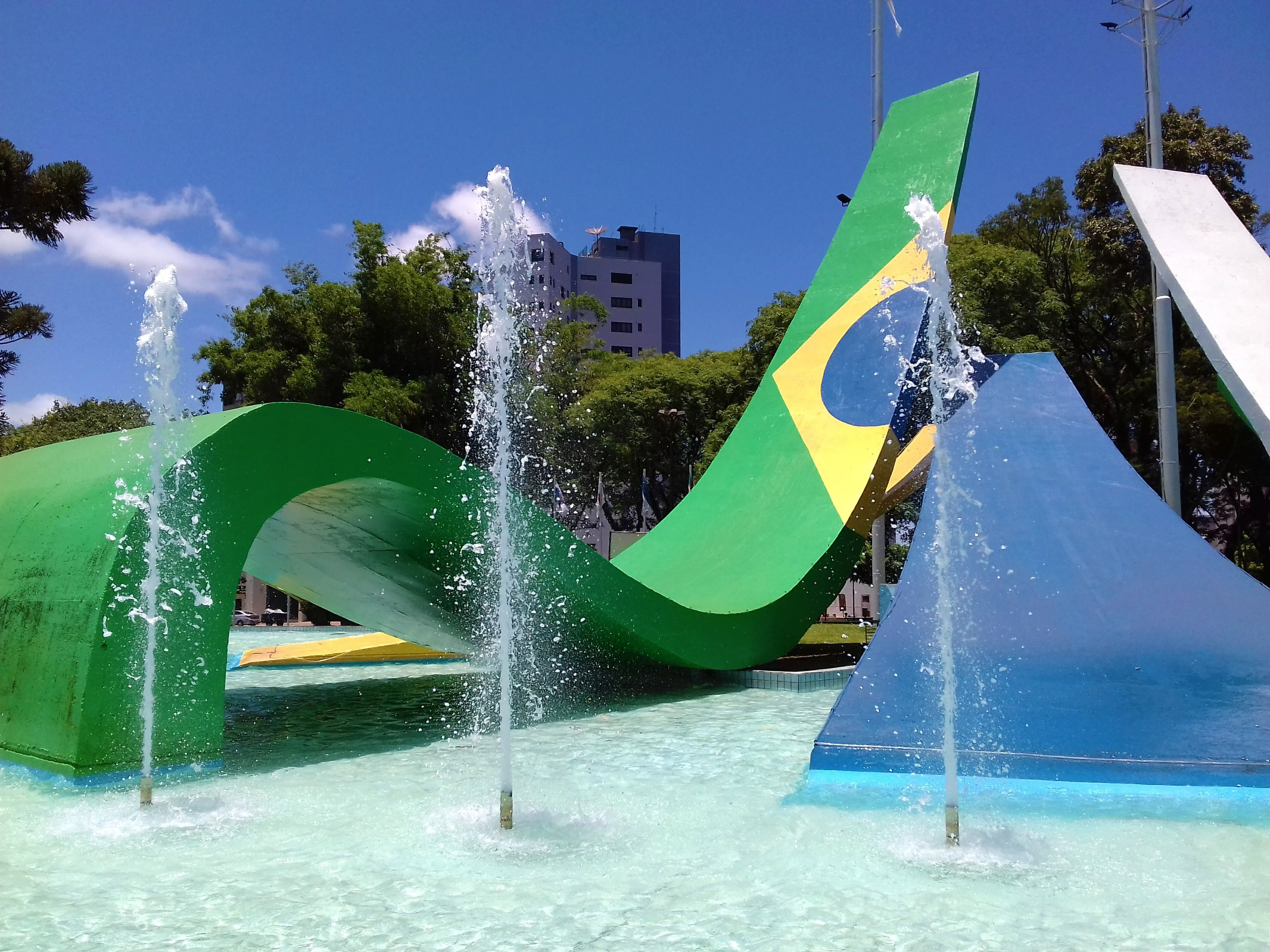
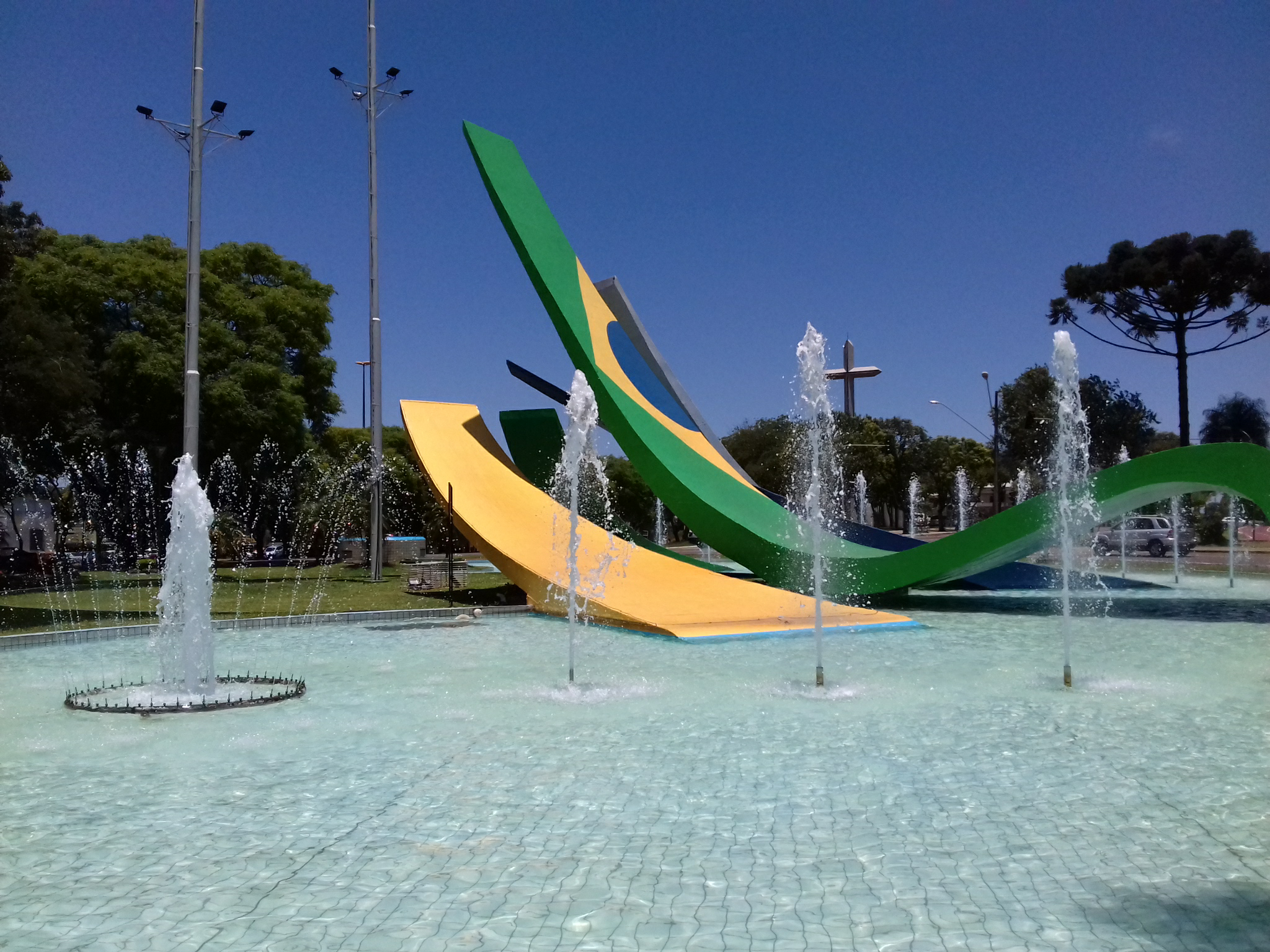
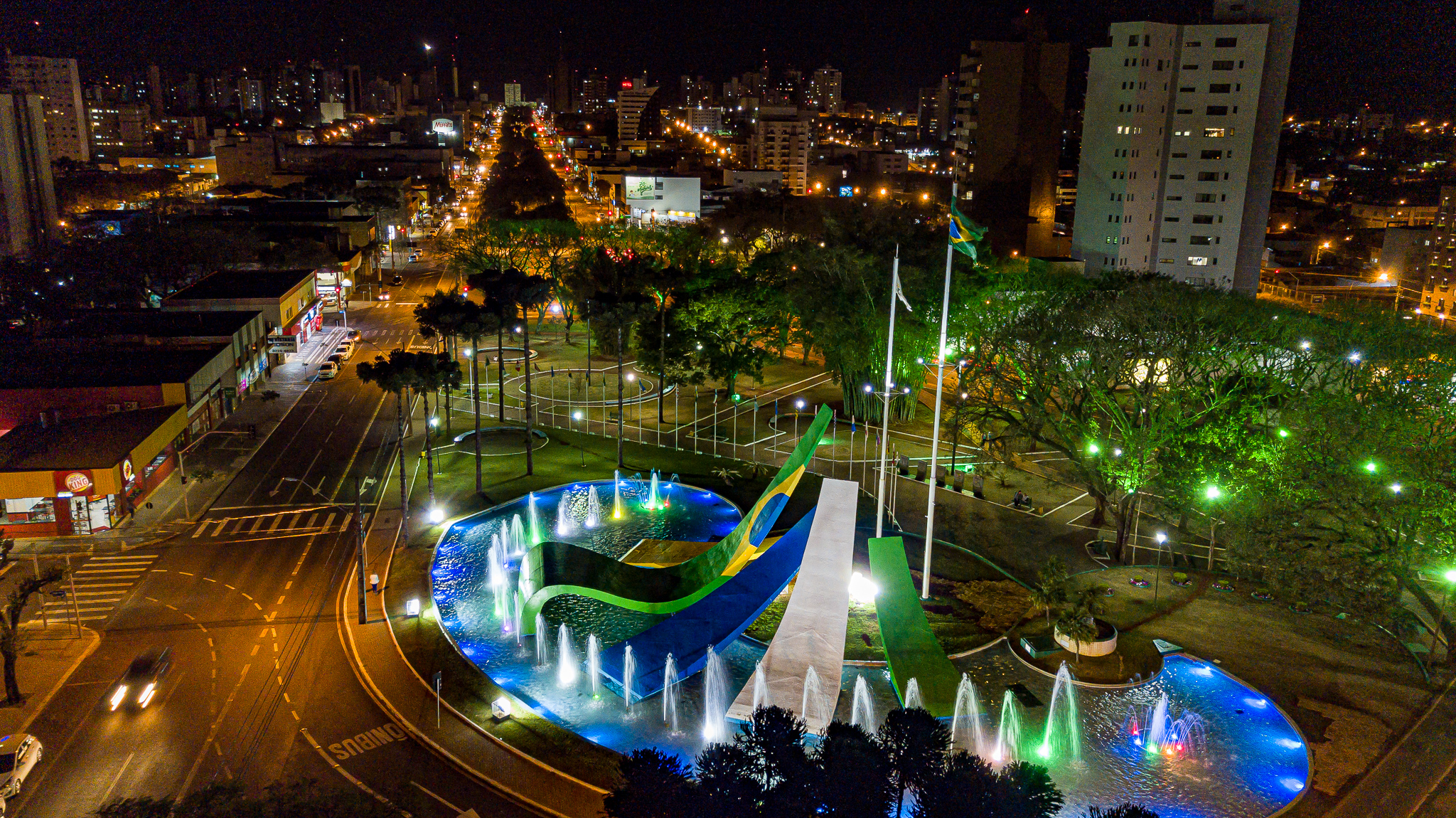

## Câmera ao vivo
Praça do Migrante